# Bandiera della Tasmania
La bandiera della Tasmania è una Blue Ensign con a destra lo stemma dello Stato.
Lo stemma ha forma circolare ed è di colore bianco con al centro un leone araldico rosso.
Dove e come questo simbolo ebbe origine non è noto, ma esso fa desumere un chiaro collegamento con l'Inghilterra. La bandiera è rimasta pressoché inalterata sin dal 1875, con qualche piccola modifica nel 1975.

## Bandiera precedente

La prima bandiera della Tasmania, in uso per qualche mese nel 1875

La prima bandiera della Tasmania, adottata nel 1875, era una Blue Ensign con una croce bianca e una Croce del Sud sul battente. Questa bandiera fu sostituita con quella attuale in quanto non conforme agli standard dell'Ammiragliato.